# Spoils system
Lo spoils system (traduzione letterale dall'inglese: sistema del bottino) è la pratica politica, introdotta negli Stati Uniti d'America durante la presidenza di Andrew Jackson, secondo cui gli alti dirigenti della pubblica amministrazione cambiano con il cambiare del governo.
Anche se l'espressione era già in uso di sicuro dal 1812, è stata resa famosa da un discorso del senatore William Marcy nel 1832, in cui, difendendo una delle nomine del presidente Andrew Jackson, disse: "To the victor belong the spoils of the enemy" (in italiano: "Al vincitore spetta il bottino del nemico").

## Analisi e caratteristiche
Le forze politiche al governo affidano dunque la guida della macchina amministrativa a dirigenti che ritengono non soltanto che possano, ma anche che vogliano far loro raggiungere gli obiettivi politici. Nell'accezione più negativa, le forze politiche al governo distribuiscono a propri affiliati e simpatizzanti le varie cariche istituzionali, la titolarità di uffici pubblici e posizioni di potere, come incentivo a lavorare per il partito o l'organizzazione politica, e in modo da garantire gli interessi di chi li ha investiti dell'incarico.
Sebbene le linee generali di questa pratica si possano ricondurre alla nozione di clientelismo, l'espressione spoils system non implica, originariamente, una connotazione negativa o l'idea che tale distribuzione di cariche sia necessariamente un abuso (in altre parole, si tratta di un'espressione moralmente neutra che descrive una prassi formalmente riconosciuta, e apertamente applicata, in determinati periodi storici negli Stati Uniti d'America come in altri paesi).
Allo spoils system si contrappone spesso il merit system (letteralmente: "sistema del merito") in base al quale la titolarità degli uffici pubblici viene assegnata a seguito di una valutazione oggettiva della capacità di svolgere le relative funzioni, senza tenere conto dell'affiliazione politica dei candidati agli uffici. Un tipico esempio attraverso il quale si realizza il merit system è un concorso pubblico.

## Nel mondo

### Italia
A partire dagli anni novanta, con l'affermarsi in Italia dei sistemi elettorali maggioritari (legge Mattarella per il Parlamento e legge 25 marzo 1993, n. 81 per comuni e province), l'espressione spoils system è entrata in uso anche in italiano, per indicare l'insieme dei poteri che consentono agli organi politici di scegliere le figure di vertice come segretari generali, capi di dipartimento, segretari comunali, ecc.
Lo spoils system è regolato dalla legge 15 luglio 2002, n. 145 e dalla successiva legge 24 novembre 2006 n. 286 (di conversione del decreto legge 3 ottobre 2006 n. 262), che prevede la cessazione automatica degli incarichi di alta e media dirigenza nella pubblica amministrazione passati 90 giorni dalla fiducia al nuovo esecutivo (cioè la nomina di un nuovo governo); un sistema simile è operante verso enti e/o società controllate dal settore pubblico. L'istituto ha come ratio legis la necessità di fiducia e armonia fra l'amministrazione e la politica quale elemento necessario per il buon andamento della pubblica amministrazione.
La Corte costituzionale, con la sentenza 233/2006, ha confermato la validità del sistema dello spoils system, affermando come la necessità del buon andamento della pubblica amministrazione sia in effetti prioritario rispetto al principio di imparzialità, il quale in teoria escluderebbe vertici amministrativi "parziali" verso l'esecutivo; la Corte ha però anche affermato come tale sistema non possa infrangere lo spazio riservato all'indipendenza della pubblica amministrazione (generalmente, quello più strettamente legato all'attività della stessa, con la politica incaricata solo di fornire gli obiettivi e le linee guida per raggiungerli), limitando quindi lo spoils system solo alle posizioni apicali ed escludendo la media dirigenza ed i vertici delle società pubbliche; essa affermò anche come il sistema non potesse concretizzarsi in una precarietà inaccettabile della dirigenza escludendo quindi il possibile azzeramento dei vertici delle amministrazioni, cosa che creerebbe anche una pericolosa dipendenza dell'amministrazione verso la politica.
Per quanto riguarda l'individuazione precisa dei vertici amministrativi interessati dallo spoils system, la Corte non ha fornito criteri volti ad individuarli con precisione; si può solo intuire come siano le posizioni più a stretto contatto con gli organi politici e che, come queste ultime, siano più coinvolte nel processo di formazione degli obiettivi che nella gestione più strettamente tecnica dell'attività amministrativa.
La Corte Costituzionale ha inoltre decretato l'illegittimità dello spoils system dei direttori generali delle ASL (Corte Cost. sentenza 34/2010). Una più recente pronuncia della Corte di cassazione - sez. lavoro (nº 2555 del 2015) ha sentenziato che "Il ruolo di dirigente della Regione non può essere revocato in conseguenza del cambiamento degli organi politici (spoils system) quando la figura non rientri tra quelle apicali", limitando ancora di più l'ambito applicativo legittimo dello "spoils system".

### Stati Uniti d'America
In particolare nel sistema statunitense, durante i primi 60 giorni di mandato, il Presidente degli Stati Uniti d'America copre direttamente 200-300 ruoli chiave dell'esecutivo, rimpiazzando elementi nominati dal mandato precedente. Le nomine istituzionali dette contratti di spoils system decadono nel momento in cui il rappresentante politico perde la carica.